# Oued Isly
Oued Isly est un oued situé au Maroc dans la région d'Oujda, et un affluent de la Tafna.
C'est sur sa rive droite que s'est déroulée la bataille d'Isly en 1844.